# Marian Gawalewicz

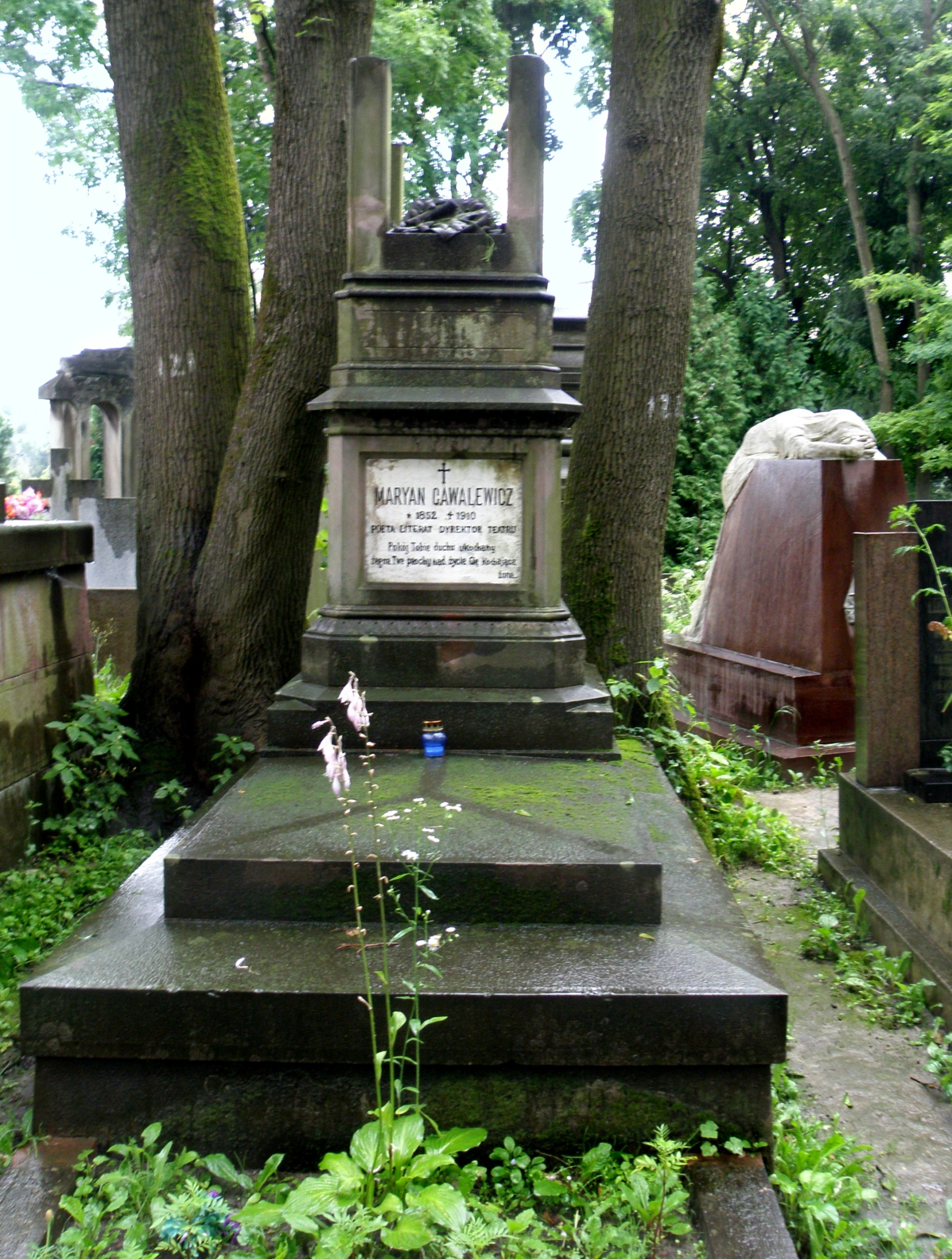
Grób Mariana Gawalewicza na cmentarzu Łyczakowskim we Lwowie. Stan obecny. Widoczne zniszczenia: z kapliczki i umieszczonego w niej brązowego popiersia zmarłego pozostały jedynie fragmenty kapliczki

Marian Gawalewicz (ur. 21 października 1852 we Lwowie, zm. 26 maja 1910 tamże) – polski dramatopisarz, powieściopisarz, publicysta.

## Życiorys
Ukończył gimnazjum we Lwowie, po czym podjął studia w Instytucie Technicznym w Krakowie oraz na wydziale filozoficznym Uniwersytetu Jagiellońskiego. W 1868 debiutował we lwowskiej prasie jako nowelista i poeta. Jest autorem m.in. powieści obyczajowych: Filistry, Mechesy, Szubrawcy oraz zbioru legend Królowa niebios. 
Był redaktorem i współtwórcą pism: „Szkice Społeczne i Literackie”, „Kurier Warszawski”, „Tygodnik Powszechny”, „Kłosy”, „Romans i Powieść”, „Tygodnik Ilustrowany” oraz „Bluszcz”.
Miał córkę Gustawę, piszącą do Bluszcz pod pseudonimem „Toporczanka” (zmarła w 1906). Zmarł we Lwowie i został pochowany na cmentarzu Łyczakowskim w alei zasłużonych, w pobliżu grobu Gabrieli Zapolskiej, której był partnerem życiowym.

## Działalność teatralna
W latach 1899–1901 był kierownikiem artystycznym Teatru Ludowego w Warszawie. Podobną funkcję pełnił w latach 1909–1910 w lwowskim teatrze miejskim.
Próbował również swoich sił jako przedsiębiorca teatralny. W latach 1903–1905 był dyrektorem sceny polskiej w Łodzi w oparciu o tzw. „Teatr Wielki” przy ówczesnej ul. Konstantynowskiej (ob. ul. Legionów), z racji czego był jednym ze współorganizatorów wizyty H. Sienkiewicza w tym mieście 3 stycznia 1904 roku.

## Publikacje
W dorobku publikacyjnym M. Gawalewicza znajdują się m.in.:
- Królowa niebios[5]
- Od jutra[6]
- Znak zapytania[7]
- Drugie pokolenie[8][9][10]
- Warszawa[11][12][13]
- Dwie baśnie (1907)
- Dusze w odlocie (1897)
- Szkice i obrazki (1898)
- Ćma[14][15]
- Gąbka – Opowieść ze wspomnień redakcyjnych[16]